# Medal Egiptu
Medal Egiptu 1882-1889 (ang. Egypt Medal 1882-1889) – jeden z medali kampanii brytyjskich, autoryzowany 5 listopada 1884.

## Zasady nadawania
Medal nadawano brytyjskim oraz kanadyjskim członkom armii i marynarki, którzy wzięli udział w kampaniach egipskich pomiędzy rokiem 1882 i 1889.
Wszyscy odznaczeni brytyjskim Medalem Egiptu otrzymywali również egipską Gwiazdę Kedywa, nadawaną przez Taufika Paszę.

## Klamry medalu
Medal miał 13 klamer i był nadawany również bez nich:
- ALEXANDRIA 11TH JULY
- TEL-EL-KEBIR
- EL-TEB
- TAMAII
- EL-TEB-TAMAII
- SUAKIN 1884
- THE NILE 1884–85
- ABU KLEA
- KIRBEKAN
- SUAKIN 1885
- TOFREK
- GEMAIZAH 1888
- TOSKI 1889

Klamry za ABU KLEA i KIRBEKAN były zawsze nadawane w połączeniu z THE NILE 1884–85, a klamra TOFREK zawsze z SUAKIN 1885.
392 medale z klamrą THE NILE nadano kanadyjskim marynarzom, z których 46 otrzymało również klamrę KIRBEKAN.

## Opis medalu
Okrągły, Srebrny medal o średnicy 1,42 cala.
Awers: wizerunek królowej Wiktorii w diademie i welonie oraz legenda VICTORIA REGINA ET IMPERATRIX.
Rewers: sfinks stojący na piedestale oraz powyżej niego słowo EGYPT. Wersja nadawana brytyjczykom miała datę 1882 umieszczoną poniżej piedestału z lwem, wersja nadawana kanadyjczykom była bez daty.
Na grzbiecie medalu grawerowano dużymi literami nazwisko nagrodzonego.